# Будон, Раймон
Раймо́н Будо́н (фр. Raymond Boudon; 27.01.1934, Париж — 10.04.2013, там же) — французский социолог. Член Института Франции (академик Академии моральных и политических наук с 1990 года), эмерит-профессор Университета Париж IV Сорбонна.

## Биография
В 1954-1958 годах учился в Высшей нормальной школе и в 1956-1057 годах во Фрайбургском университете. Также в 1958 году учился в Сорбонне, а в 1960—1961 годах в Колумбийском университете и в 1967 году вновь в Сорбонне. Получил степень агреже по философии.
В 1961—1963 годах научный сотрудник фр. Национального центра научных исследований.
В 1963—1967 годах преподаватель Университета Бордо.
В 1967—2002 годах профессор Университета Париж IV Сорбонна, затем эмерит.
В 2001 году президент Европейской академии социологии.
Приглашённый профессор в Гарварде (1975-76), Женевском университете (1978—1998) и др.
Член Американской академии искусств и наук (1977), член Европейской Академии (1988), член фр. Академии моральных и политических наук (избран 05.03.1990 по секции философии, 20.12.1999 переведен в секцию морали и социологии, кресло № 6), член международной Академии гуманитарных наук в Санкт-Петербурге (1995), член-корреспондент Британской академии (1997), член Центральноевропейской академии искусств и наук (1997), член Королевского общества Канады (2001), член Академии общественных наук Аргентины (2005).
Лауреат нескольких премий, в частности Премии Алексиса де Токвиля (2008).
Почётный доктор двух университетов — Румынии и Бельгии.
Был женат, сын.
Офицер ордена Почётного легиона, командор фр. ордена За заслуги (Франция), офицер ордена Академических пальм, кавалер фр. ордена Искусств и литературы.
Как отмечает профессор Ю. И. Семёнов в своей работе «Философия истории», феноменалист Будон «беспомощно путается в проблеме общего и отдельного, логического и исторического и ничего толкового сказать не может».